# 휴먼다큐 당신의 이야기
《휴먼다큐 당신의 이야기》는 사람들의 모습을 담은 다큐멘터리 프로그램이다. 다양한 삶을 살아가는 사람들의 모습을 담은 다큐멘터리 프로그램이다.